# Ajaeng
L'ajaeng est un instrument à cordes coréen.

## Description
Il s'agit d'une cithare assez large (son corps en bois de paulownia mesure 160 cm sur 25 cm, avec une profondeur d'une dizaine de cm) dont les cordes sont en soie torsadée et sont soutenues par des ponts mobiles séparés. On en joue avec une fine baguette de bois fabriquée à partir d'une branche de forsythia pelée qui a été durcie avec de la résine de pin, que l'on frotte sur les cordes à la manière d'un archet.

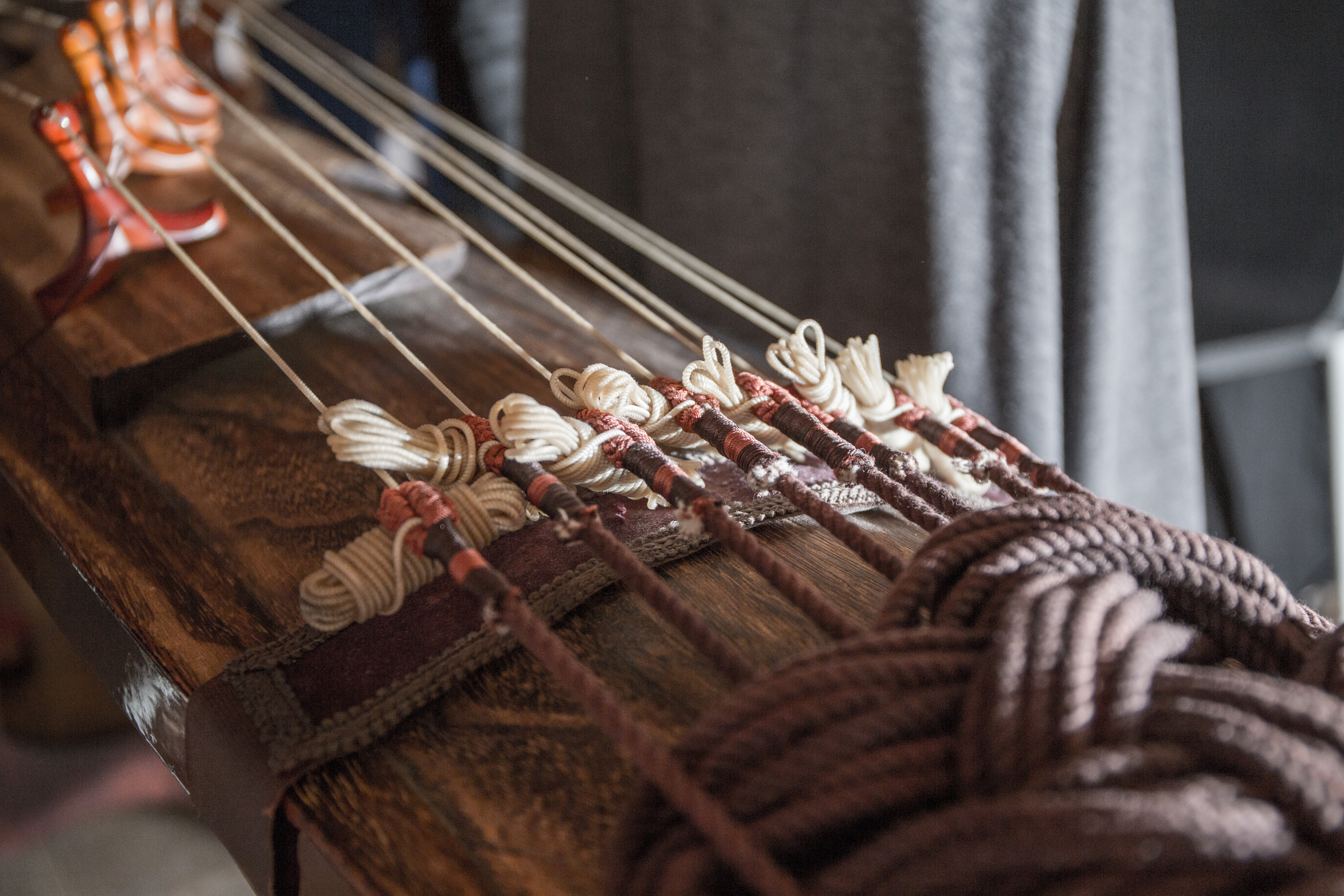
Détail
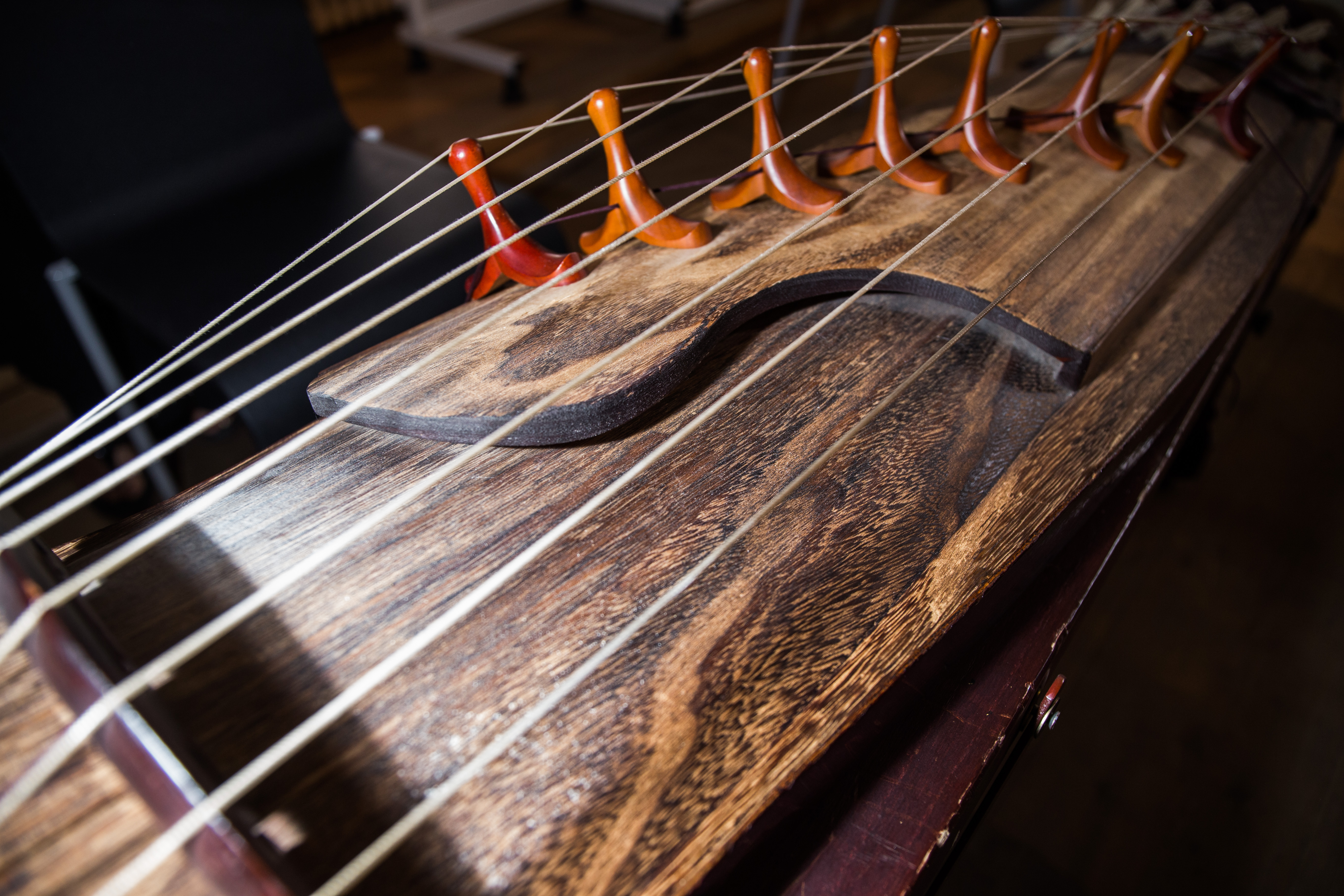
Détail

## Rôle
L'ajaeng joue principalement la partie basse dans la musique d'ensemble.

## Types
Il y a deux types de ajaeng. Celui utilisé dans la musique de cour est appelé jeongak ajaeng ou daeajaeng , et celui utilisé dans la musique traditionnelle populaire est appelé sanjo ajaeng ou soajaeng. La version originale de l'instrument, et celle utilisée dans la musique de cour a sept cordes, tandis que l'ajaeng utilisé pour le sanjo et le sinawi  en a huit. Certains instruments ont jusqu'à neuf ou douze cordes.

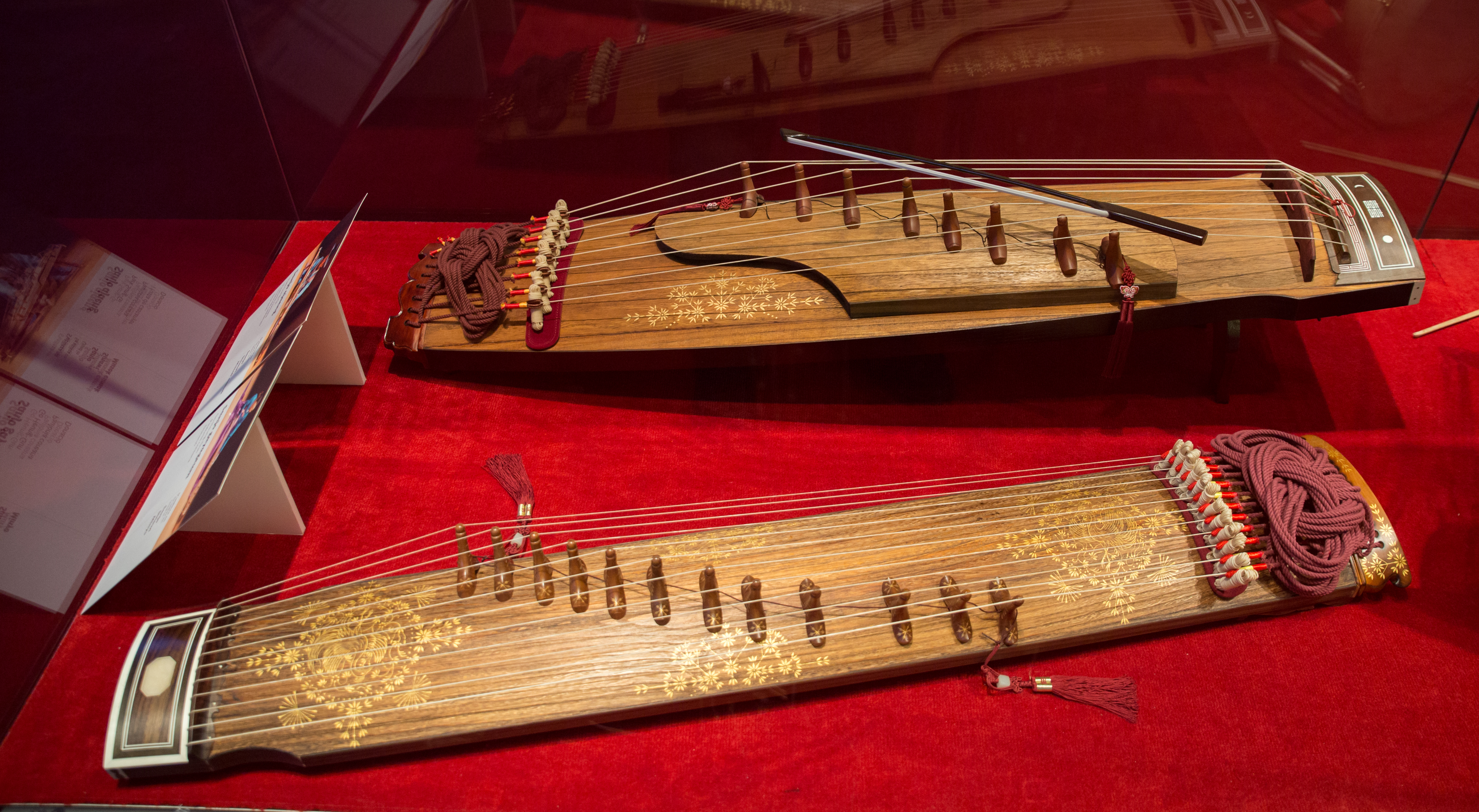
Un sanjo ajaeng et un sanjo gayageum

## Jeu
L'ajaeng est généralement joué en position assise sur le sol. Sa sonorité est similaire à celle du violoncelle, mais en plus rauque. Certains joueurs contemporains préfèrent utiliser un véritable archet en crin de cheval plutôt qu'un bâton, estimant que le son est plus doux. L'instrument est utilisé dans la musique de cour, aristocratique et populaire, ainsi que dans la musique classique contemporaine et les musiques de films.
Parfois, l'ajaeng peut être pincé comme le gayageum.

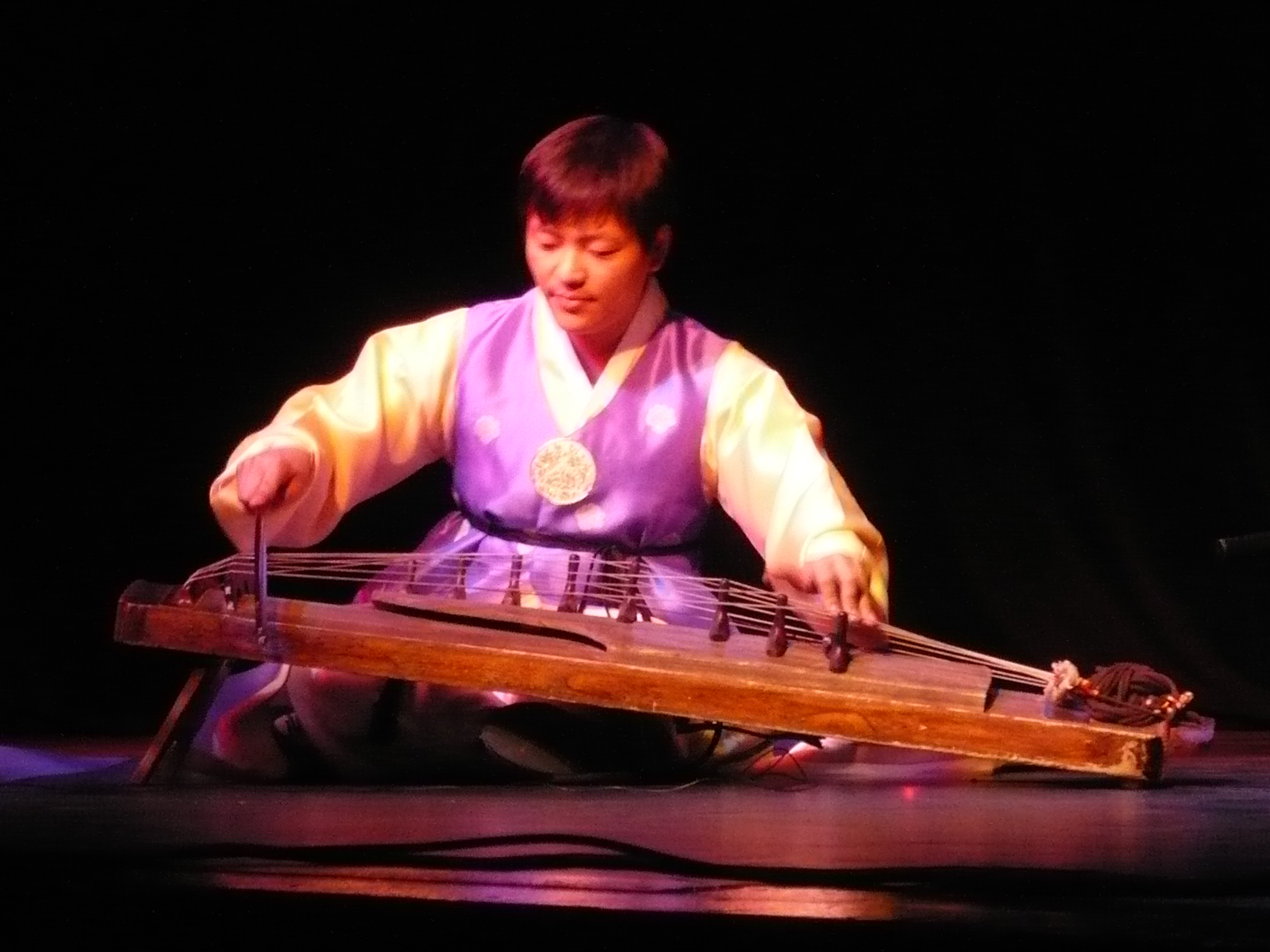
Shin Hyeon-sik, étudiant de l'université nationale des arts de Corée, jouant de l'ajaeng en 2008
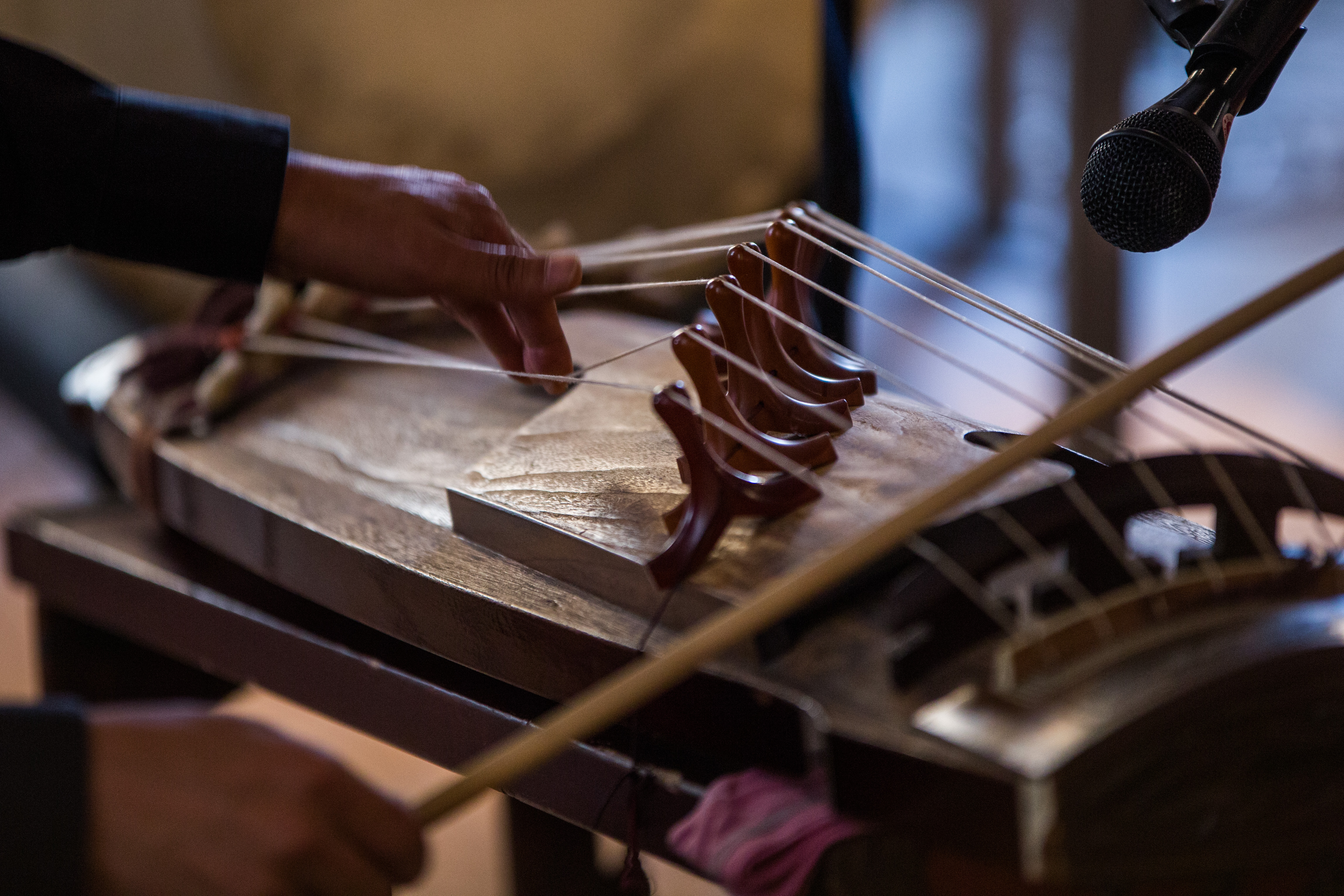
Kim Hae-sook en 2014

## Origine
L'ajaeng est dérivé du yazheng (en) chinois (chinois simplifié : 轧筝 ; chinois traditionnel : 軋箏).

## Instrumentistes
- Kim Ju-hyun